# Yungay (Chile)
Yungay (del quechua: yunca ‘mi valle templado’) es una ciudad y comuna en la provincia de Diguillín, de la región de Ñuble, en la zona central de Chile. Según el censo de 2017 tiene una población de 17 787 habitantes.

## Toponimia
El nombre corresponde a la ciudad peruana de Yungay en cuyos alrededores se dio la Batalla de Yungay, donde la expedición de Manuel Bulnes destruyó la Confederación Peruano-Boliviana. En castellano andino, «Yungay» se relaciona con la voz yunka (piso ecológico cálido). En el quechua era usual la sonorización de las consonantes oclusivas en vecindad de nasales, dándose que Yunkay haya sido pronunciado [juŋgaj]. Todo sustantivo se puede verbalizar en quechua, de ahí el infinitivo «yunkay»  equivale a ir o estar en el piso yunka.[cita requerida] En Chile se relaciona el término Yungay con el de «valle templado» como traducción quechua, lo que relaciona las localidades chilena y peruana. En la Región del Biobío no se conoce otro pueblo o lugar conocido de toponimia quechua.[cita requerida]

## Ubicación
La ciudad de Yungay se ubica 67,2 kilómetros al sur de la ciudad de Chillán, esto por la Ruta N-59; a 124 kilómetros del Gran Concepción, por la Ruta O-57 y luego la Ruta N-97-O; y a 467,3 kilómetros de la ciudad de Santiago, capital del país, por la Carretera Panamericana y la Ruta N-59.
En esta ciudad se encuentran dos caídas de agua: una de 70 metros de altura, que corresponde al Salto del Itata, que se encuentra ubicado a 18 km de Yungay; y la otra más pequeña, llamada Saltos del río Cholguán, a tan solo 4 km del centro de la comuna. Además, a 30 km de Yungay, se encuentra el valle de las Vacas, situado en el sector pre cordillerano. Destaca con sus parajes únicos, rodeado de flora y fauna en donde se encuentran diferentes camping que se sitúan a orillas del río Cholguán.

## Historia

### Antecedentes
La zona que corresponde a la comuna de Yungay, antes de la llegada de los españoles estaba habitada por Picunches, Mapuches y Pehuenches. Sus modos de vida correspondían al tipo sedentario, desarrollando cultivos, principalmente papa y maíz, y la recolección de frutos silvestres. De su existencia sólo quedan vestigios aislados, relacionados principalmente con implementos de piedra del tipo de piedras horadadas. Se registra desde siempre que los Mapuches siempre permanecieron como un pueblo claramente diferenciado, mientras que las restantes etnias, especialmente los Picunches, se fueron mestizando con los españoles. De los Pehuenches se logra tener antecedentes hasta el año 1832, en que habrían participado en acciones guerreras, del lado de los montoneros realistas en la llamada “Guerra a Muerte”.

### Época contemporánea
La fundación de la ciudad de Yungay se efectúa el 20 de enero del año 1842 por el general Fernando Baquedano Rodríguez. Se le da el nombre de Yungay a la ciudad en honor a la batalla de Yungay, que tuvo lugar en Perú el 20 de enero de 1839, cuando el ejército chileno obtuvo la victoria ante la Confederación Perú-Boliviana. En dicha batalla, el general Baquedano tuvo un rol destacado.
El 17 de julio de 1868, se le otorga el título de “Villa” a la naciente localidad de Yungay, a través de la dictación de un decreto firmado por el presidente de la República Don Joaquín Pérez. El 19 de octubre de 1885 se convirtió en la capital del departamento de Yungay; posteriormente se creó la Municipalidad de Yungay el 22 de diciembre de 1891 con asiento en la ciudad, que también es la capital del departamento de Yungay. 
Un hito importante en la historia de la comuna es el establecimiento en 1925 de la organización territorial del Departamento de Yungay, quedando dividido este último las comunas de El Carmen, Pemuco y Yungay.
Como suceso casi anectódico cabe destacar que la primavera del año 1933, varios hombres del sector, debido a las condiciones de abandono que se vivía en las comunas agrícolas pre cordilleranas y a otras experiencias de declaración de independencia, como lo había sido en Concepción alrededor de 100 años antes, declaran a través de letreros en distintas localidades cercanas a la comunidad que Yungay se convertía en república independiente. Situación sostenida por pocas horas, al ser repelido el movimiento por las autoridades provinciales, con el envío de tropas para apresar a los organizadores, que lograron escabullirse y refugiarse en sectores cordilleranos..
El año 1974, con la creación de la Comisión Nacional de la Reforma Administrativa (CONARA), se lleva a cabo una nueva división política - administrativa del país, pasando Yungay pasa a ser una de las 21 comunas que integran actualmente la Región del Ñuble. Así por más de 40 años la comuna de Yungay formó parte de la Provincia de Ñuble.
El 27 de febrero de 2010, la ciudad sufrió graves daños debido al fuerte terremoto de 8.8° grados en la escala sismológica de magnitud de momento, cuyo epicentro se localizó en un sitio moderadamente cercano.

## Geografía
El área total de la comuna es de 824,5 km², pero solamente 3,87 km² (un 0,47 % del territorio comunal) son área urbana: la ciudad de Yungay con 9288 habitantes (censo 2002) y la localidad de Campanario.
La comuna está ubicada en el sur-oriente de la región, por lo tanto posee áreas de cordillera y precordillera, en donde las alturas varían entre los 150 y los 2000 metros. Del sector andino brotan varios ríos que cruzan a lo ancho de la región. En general el terreno es utilizado con fines de cultivo, principalmente pino insigne, trigo, avena, y lenteja, o de pastoreo.

### Geomorfología
La comuna de Yungay se encuentra emplazada en las unidades geomorfológicas de Cordillera andina de retención crionival, Llano central fluvio-glacio-volcánico y Precordillera; la ciudad de Yungay se inserta en el valle Glacio fluvio volcánico, que según Romero (1985), se denomina impropiamente valle longitudinal y presenta el aspecto de una planicie suavemente ondulada, plana en algunos sectores, intensamente regada, bajo condiciones de clima y suelos que han favorecido desde muy temprano la ocupación del hombre en agricultura.
«La actividad antrópica ha dejado de manifiesto sus efectos depredatorios, en especial, en la precaria protección de las orillas de los ríos los que por erosión lateral tienden a convertir este territorio en un amplio pedregal agrícola». (Börgel, 1983).[cita requerida]
Los suelos que rodean a la ciudad de Yungay cumplen una función netamente agrícola. Hacia el sector occidental se encuentra los campos dunarios del río Laja, que son suelos arenosos oscuros que provienen desde el sector andino trasportados por el río Laja.

### Clima
Presenta según la clasificación climática de Köppen clima mediterráneo de lluvia invernal (Csb), clima mediterráneo de lluvia invernal de altura (Csb (h)) y clima mediterráneo frío de lluvia invernal (Csc). «El sector del llano central donde está Yungay, muestra un clima mediterráneo caracterizado por veranos secos, e inviernos lluviosos de considerables diferencias pluviométricas de un año a otro». (Romero, 1985)
Según la clasificación de Thornthwaite aplicada a Yungay y al área circundante por Henríquez (1990), «el clima que predomina es perhúmedo, mesotérmico con moderada falta de agua en verano. Se extiende en el área longitudinal centro oriental de la depresión central entre 180 a 600 m de altura».
«El balance medio anual de humedad está representado por estaciones… en que el periodo seco dura tres meses, desde enero a marzo con montos de 10 a 20 cm de agua. Condición de excepción, presenta la zona SE de esta unidad climática, en la cercanía de Cholguán y Tucapel, cuyo periodo deficitario se da en solo dos meses con valores menores entre 5 y 10 cm». (Henríquez, F. M, 1990)[cita requerida]
A nivel regional, la zona donde se ubica la comuna y ciudad de Yungay, según Henríquez, F. M (1990),[cita requerida] presenta «climas de influencia anticiclonal y ciclonal alternados, más específicamente en la variante de climas con precipitaciones invernales regulares y periodos secos estivales. Este tipo de clima se produce en Chile entre los 34º y 38º Latitud Sur, durante los meses de verano se producen buenas condiciones de tiempo, propio del clima mediterráneo, donde las influencias anticiclonales cálidas se desplazan hasta la zona centro sur de nuestro país».

### Hidrografía
La comuna se halla entre las cuencas hidrográficas de río Biobío y río Itata. Además, la comuna posee diversos cuerpos de agua, entre los que se destacan la laguna Danicalqui y laguna Trilaleo; y río Cangrejo o Infiernillo, río Cholguán, río Ciprés, río Danicalqui, río Itata, río Las Mulas, río Panqueco y río Trilaleo.
Uno de esos cursos fluviales de importancia en la comuna, es el río Cholguán de régimen mixto pluvial y nivoso. En su parte media superior, se caracteriza por la profundidad y altura del valle. En esta zona se origina el sistema hidrográfico de la cuenca del río Itata, que recibe como afluentes a elementales ríos de la provincia para finalmente desembocar en el océano Pacífico.
La ciudad está rodeada de cursos de agua superficiales. El río Trilaleo tiene caudal moderado, nace en la cordillera media, presenta régimen mixto y fluye cerca de Yungay. De acuerdo a Díaz (1992), la altura en que se asienta la comuna, los profundos y estrechos valles por los que escurren los cursos fluviales, provocan dificultad para su uso en regadío.
Cursos de drenaje menores son el río Panqueco, que recorre el límite norte de la ciudad de Yungay, y el río Panquequillo por el sur. Otros cursos interiores de régimen pluvial y de longitudes variables son los esteros Camarones y Las Ánimas.
Entre los ríos destacados y turísticos se encuentra «El valle de las vacas», con hermosos paisajes y gran calidad de atendimiento, un río largo que recorre muchos kilómetros. También destaca el Salto del Laja.

## Medio ambiente

### Componentes bióticos

Trazado simplificado de los ecosistemas y cuerpos de agua presentes en la comuna de Yungay.

Dentro del territorio de la comuna se pueden hallar los siguientes ecosistemas:
- Bosque caducifolio mediterráneo donde predominan Nothofagus obliqua y Persea lingue (En peligro crítico)
- Bosque caducifolio mediterráneo interior donde predominan Nothofagus obliqua y Cryptocarya alba (En peligro crítico)
- Bosque caducifolio mediterráneo-templado andino donde predominan Nothofagus alpina y Nothofagus obliqua (Vulnerable)
- Bosque caducifolio mediterráneo-templado andino donde predominan Austrocedrus chilensis y Nothofagus obliqua (Vulnerable)
- Bosque caducifolio mediterráneo-templado andino donde predominan Nothofagus pumilio y Nothofagus obliqua (Vulnerable)
- Bosque caducifolio templado andino donde predominan Nothofagus pumilio y Azara alpina (Vulnerable)
- Bosque esclerófilo psamófilo mediterráneo interior donde predominan Quillaja saponaria y Fabiana imbricata (En peligro crítico)
- Matorral bajo templado andino donde predominan Discaria chacaye y Berberis empetrifolia (Vulnerable)

### Medidas de protección ambiental y conflictos socioambientales
Hasta 2022, la comuna de Yungay cuenta con las siguientes zonas que poseen algún nivel de protección ambiental:
- Corredor Nevados de Chillán - Laguna del Laja (Reserva Biósfera)[14]
- Ranchillo Alto (Bien Nacional Protegido)[15]
- Reserva Forestal Ñuble (Reserva Forestal)[16]

## Demografía
Según los datos recolectados en el censo de 2017, la comuna posee una superficie de 823,5 km² y una población de 17 787 habitantes.
Localidades con sus respectivos habitantes, según el censo de 2017:
- Yungay, capital comunal, 10 884 habitantes.
- Campanario, 2206 habitantes.
- Cholguán, 656 habitantes.
- Ranchillo, 267 habitantes.
- El Roble, 333 habitantes.
- Los Nogales, 103 habitantes.
- Chillancito, 25 habitantes.

## Administración

### Municipalidad
La Municipalidad de Yungay para el periodo 2021-2024 es dirigida por el alcalde Rafael Cifuentes Rodríguez (Partido Socialista de Chile - Unidad Por el Apruebo) y el concejo municipal conformado por los concejales:
- Berta Isabel Cid Jofré (IND - Chile Vamos Renovación Nacional - IND)
- Fernando Cabezas Vallejos (IND - Chile Vamos Renovación Nacional - IND)
- Julio Enrique Núñez Carrasco (Unión Demócrata Independiente)
- Patricia Renata Moncada Morales (Partido Socialista de Chile)
- Ricardo Enrique Ramos Martínez (Partido Socialista de Chile)
- Gonzalo Eduardo Rojas Sandoval (IND - Unidos Por la Dignidad)

### Representación parlamentaria
Yungay forma parte de la circunscripción senatorial XVI y del distrito electoral 19. Es representada en la Cámara de Diputados del Congreso Nacional por los siguientes diputados:
- Cristóbal Martínez Ramírez (Unión Demócrata Independiente)
- Marta Pilar Bravo Salinas (Unión Demócrata Independiente)
- Frank Carlos Sauerbaum Muñoz (Renovación Nacional)
- Felipe Camaño Cárdenas (IND - PDC)
- Sara Concha Smith (Partido Conservador Cristiano)

En el Senado, la representan:
- Gustavo Adolfo Sanhueza Dueñas (Unión Demócrata Independiente)
- Loreto Carvajal Ambiado (Partido Por la Democracia)

## Economía
En 2018, la cantidad de empresas registradas en Yungay fue de 217. El Índice de Complejidad Económica (ECI) en el mismo año fue de -0,29, mientras que las actividades económicas con mayor índice de Ventaja Comparativa Revelada (RCA) fueron Venta al por Menor de Lanas, Hilos y Similares (174,12), Otras Actividades de Servicios Conexas a la Silvicultura (133,61) y Reparación de Maquinaria para Industria Metalúrgica (56,49).

## Servicios

### Educación
En Yungay existe una biblioteca pública la cual lleva el nombre del sacerdote Oreste Montero, el cual hizo grandes cosas por la educación de Yungay y, con su forma de ser, marcó a muchas generaciones.
Hoy en día ha crecido y cuenta con servicios más renovados una sala de computación con internet, la cual es de mucha utilidad para estudiantes sin los recursos necesarios.

## Medios de comunicación

### Radioemisoras
FM
- 96.5 MHz - Radio La Mexicana (Repetidora)
- 96.9 MHz - Radio Trigal
- 100.9 MHz - Radio Stefanía
- 102.7 MHz - Radio La Voz de Yungay
- 105.1 MHz - Radio Sabrosona
- 107.3 MHz - Radio Proyección
- 107.7 MHz - Radio San Miguel
- 107.9 MHz - Radio IPC

### Televisión
TDT
- 3.1 - La Red HD
- 6.1 - TVN HD
- 6.2 - NTV
- 9.1 - Mega HD
- 9.2 - Mega 2
- 11.1 - Chilevisión HD
- 11.2 - UChile TV
- 13.1 - Canal 13 HD
- 13.2 - T13 En Vivo
- 26.1 - Canal 9 Bío-Bío Televisión HD

Por cable
- 2 - VTV Yungay
- 59 - VTV Yungay

### Portales informativos
Por su parte, posee tres páginas de noticias locales en internet:
- Yungayino.cl, página de noticias.[21]
- VTV Yungay canal local emitido por señal 59 del cable operador CMET y canal 2 Cable Yungay